# Вілем Флюссер
Віле́м Флюссер (чеськ. Vilém Flusser; нар. 12 травня 1920 — пом. 27 листопада 1991) — бразильський письменник, філософ і журналіст чеського походження.

## Життєпис
Народився 12 травня 1920 року у Празі, в Чехословаччині, в єврейській сім'ї. 
Навчався в німецькомовній початковій школі, а потім — у німецькій гімназії у Сміхові. Під час навчання у гімназії — писав вірші, а в 16 років — написав п'єсу «Саул».
У 1938 році — почав вивчати філософію на юридичному факультеті Карлового університету в Празі. Невдовзі після окупації Чехословаччини німцями в березні 1939 року — емігрував разом із подругою Едіт Барт (яка пізніше стала його дружиною) та її батьками до Лондона, де продовжив навчання в Лондонській школі економіки. 
У школі економіки навчався недовго — німці почали бомбардувати Лондона і залишатися у місті було небезпечно. Тато Едіт — Густав Барт — разом із іншими празькими сім'ями винайняв автобус і сказав водієві відвезти їх туди, куди вистачить бензину. Так вони опинилися в Корнуоллі, поблизу Ексетера, і оселилися в покинутому маєтку. У 1940 році Вілем разом із Бартами вирушив із порту Саутгемптон на кораблі (в супроводі крейсера для захисту від німецьких підводних човнів) до Бразилії. У порту Ріо-де-Жанейро — дізнався про смерть батька.
Барти і Вілем кілька місяців залишалися в пансіонаті в Ріо-де-Жанейро, а потім поїхали до Сан-Паулу, де Вілем знайшов роботу в чеській імпортно-експортній компанії, працюючи на дядька Едіт.
У 1962 році — став членом Бразильського інституту філософії та отримав посаду професора філософії комунікацій у FAAP (Школа комунікацій та гуманітарних наук) у Сан-Паулу.
У 1964 році — став співредактором журналу Brazilian Philosophical Review. 
Через проблемну ситуацію в Бразилії після військового перевороту 1964 року Флюссеру ставало все важче і важче читати лекції та публікуватися.
У 1971 році, під час подорожі до Європи для підготовки Бієнале, Флюссер з дружиною вирішили не повертатися до Бразилії. Спочатку пара оселилася у місті Мерано, на півночі Італії. А у 1981 році — купила будинок у місті Робйон, на півдні Франції, у Провансі.
Із листопада 1989 року Флюссер кілька разів відвідував Чехословаччину.
Загинув 27 листопада 1991 року в автотрощі біля чесько-німецького кордону, неподалік міста Бор, у Пльзенському краю, коли повертався із лекції у Празі.
Похований у Празі, на Новому єврейському цвинтарі.

## Особисте життя

#### Батьки
Вілем втратив всю родину в німецьких концтаборах. Батько помер у Бухенвальді 18 червня 1940 року. А дідуся з бабусею, матір та сестру нацисти спочатку доправили до Освенціма, а пізніше — в табір Терезієнштадт, де їх усіх убили (про смерть матері і сестри Вілем дізнався наприкінці війни, у 1945 році).
Мати Вілема, Мелітта Баш, була колишньою співачкою. У 1919 році її багата родина видала її заміж за чоловіка, старшого на 12 років — Густава Флюссера. Він вивчав філософію, математику та фізику у Відні, зокрема, в Альберта Ейнштейна. Також Батько Вілема переклав книжки Томаша Гарріга Масарика німецькою мовою та став членом парламенту від соціал-демократів у 1918 році. Однак до 1924 року — залишив політику та став викладачем математики та директором Празької ділової академії.

#### Дружина і діти
Дружина Вілема, Едіт Барт, народилася у 1920 році, через два місяці після Вілема, і жила на тій самій вулиці, що й Флюссери. Матері Едіт і Вілема разом грали в бридж. У 16 років Едіт вступила до академії, де батько Вілема був директором. Едіт разом з Вілем також відвідували школу танців. Після німецької окупації Чехословаччини батько Едіт, Густав Барт, переніс свій бізнес із Праги до Лондона. Водночас, батько Вілема отримав запрошення викладати в Єрусалимському університеті, але не захотів залишати Прагу. Тож Вілем виїхав із Чехословаччини без батьків, разом з Едіт та її матір'ю, щоб приєднатися до Густава Барта в Лондоні.
15 січня 1941 року Едіт і Вілем одружилися. Вже незабаром Едіт завагітніла першою дитиною — Діною. Тим часом батьки та сестра Едіт отримали візи та переїхали до США (у 1941 році). 
Незважаючи на одруження та народження дітей (після Діни, у 1943 році, народився Мігель Густаво, а у 1950 році — Віктор), Флюссер описував 1940-ві роки як темний період свого життя. Едіт навіть супроводжувала його на роботу, бо боялася, що чоловік покінчить із собою. Пізніше Флюссер описав, як носив із собою аркуш паперу, розділений на дві частини: «в одній частині я перерахував причини для самогубства, в іншій — причини проти цього».

## Творчість

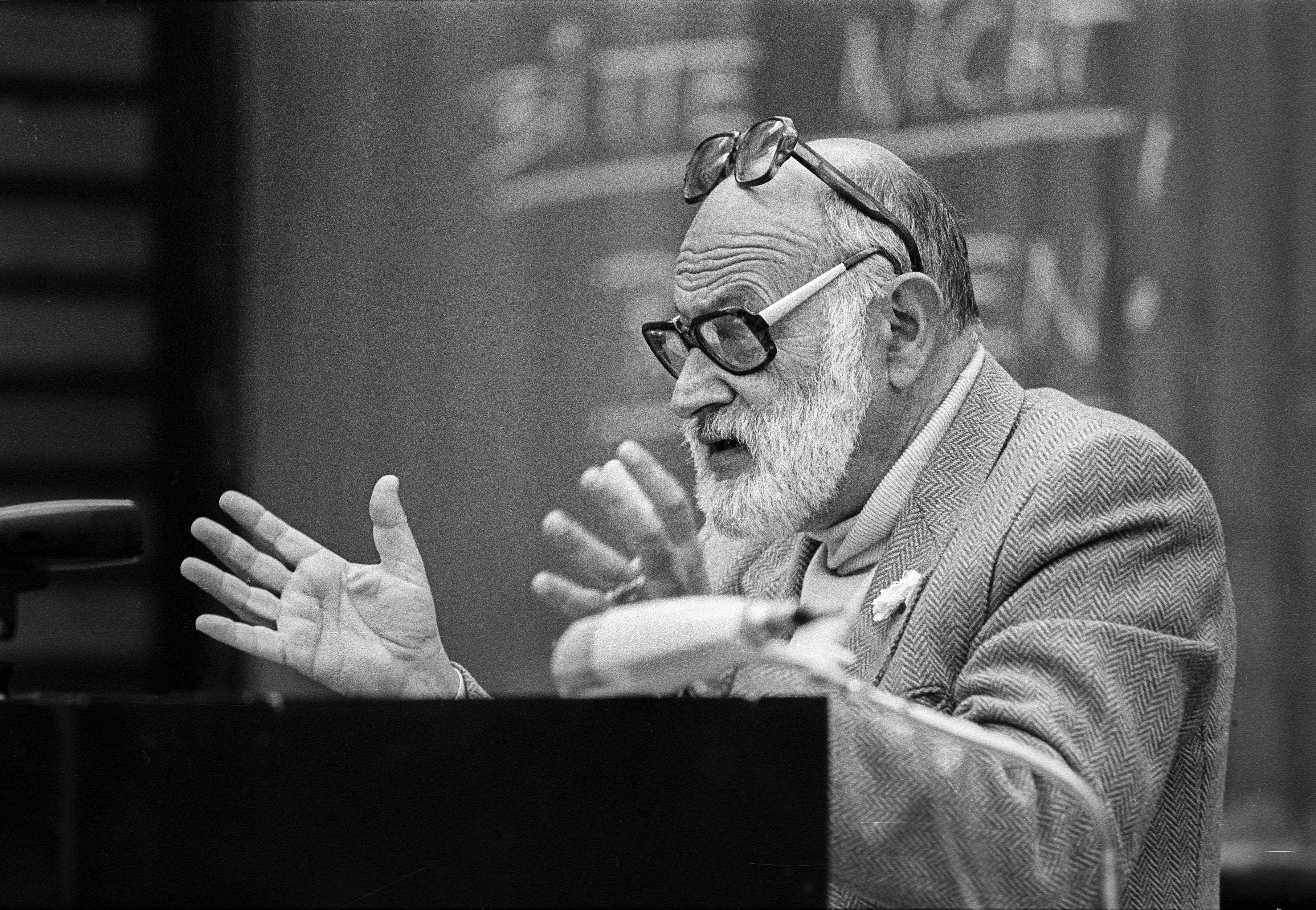
У лекційній авдиторії Білефельдський університет прикладних наук
1984

Фюссер належить до найвидатніших діячів постмодерної філософії.
Перші статті з лінгвістики та філософії опублікував у 1961 році в «Suplemento Literario do Estado de São Paulo».
Першу книгу — опублікував у 1963 році португальською мовою («Lingua e realidade»).
Ранні португальські тексти включають книги про мову та реальність, а також про історію Диявола. 
Після перевороту 1964 року у Бразилії почав публікувати більше робіт німецькою мовою.
Після повернення у Європу — брав участь у багатьох конференціях і читав численні лекції.
У 1983 році опублікував німецькою «Für eine Philosophie der Fotografie». Книга мала величезний успіх і пережила кілька перевидань. Її перекладено на 14 мов.
Архів із 2,5 тисяч рукописів Флюссера зберігається в Кельнській академії образотворчого мистецтва.

## Бібліографія

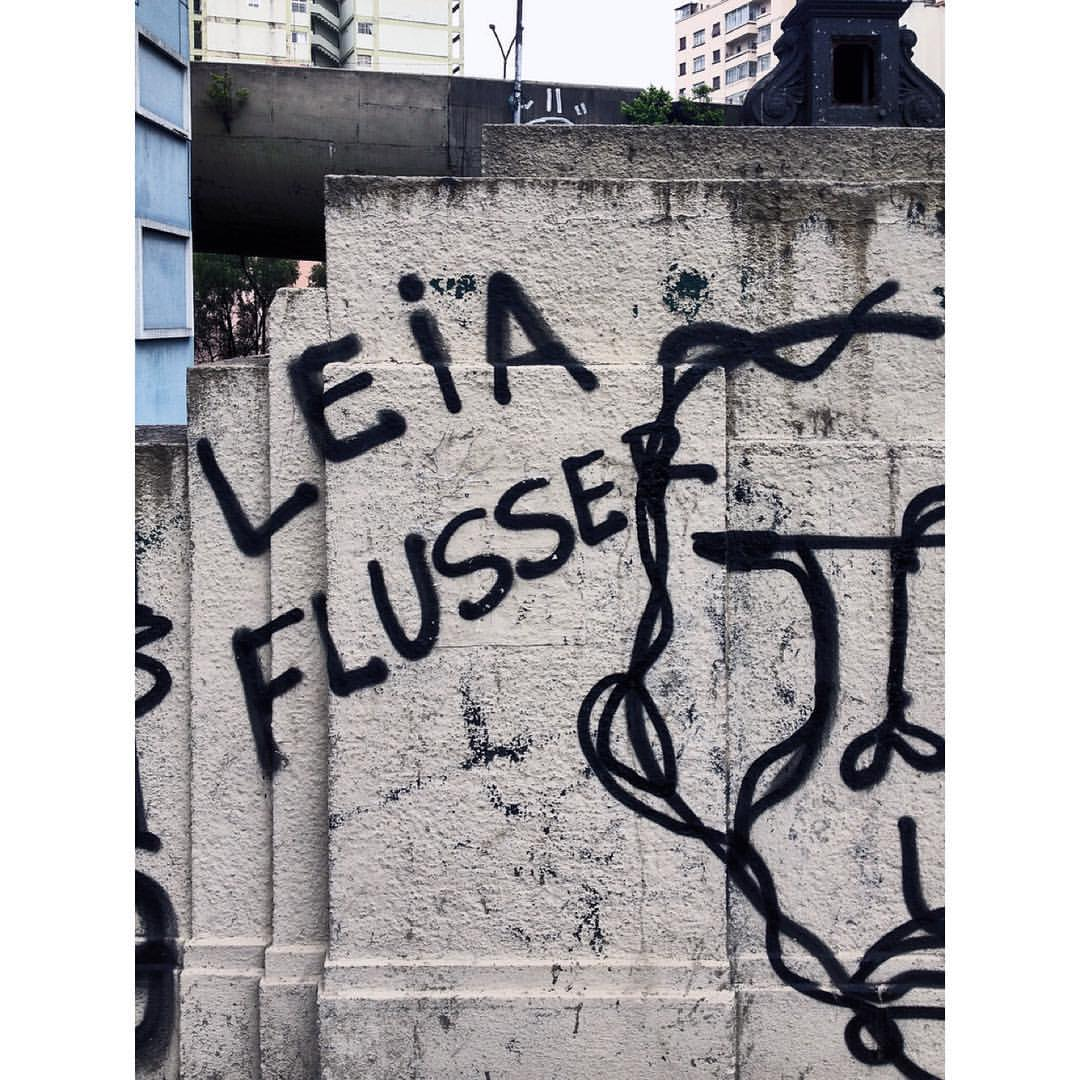
Графіті на вулиці міста Сан-Паулу в Бразилії із закликом «Читайте Флюссера»
2015